# ポトフ

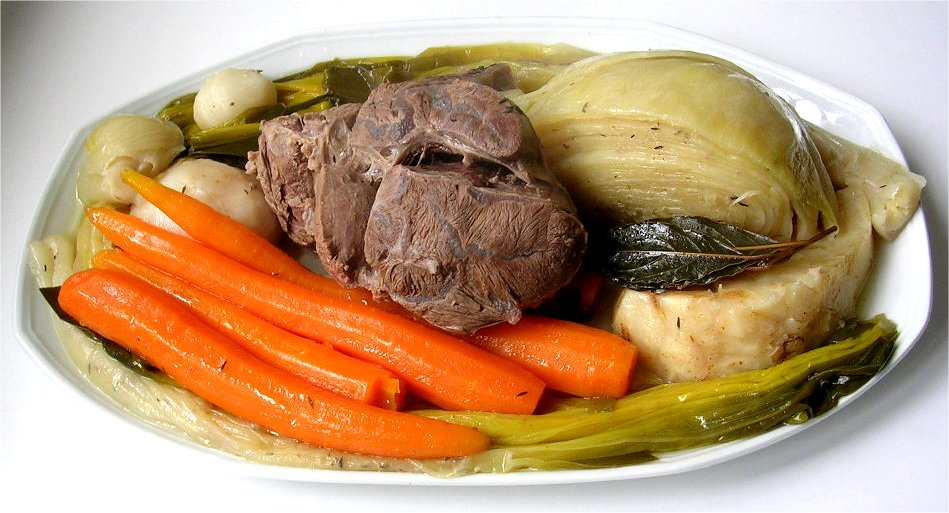
ポトフ

ポトフ（仏: pot-au-feu）は、フランスの家庭料理の一つ。鍋に塊のままの牛肉、野菜類に香辛料を入れて長時間煮込んだもの。ポトフーと表記される場合もある。フランス語でpotは鍋や壺、feuは火を示すため、「火にかけた鍋」といった意味になる。

## 解説

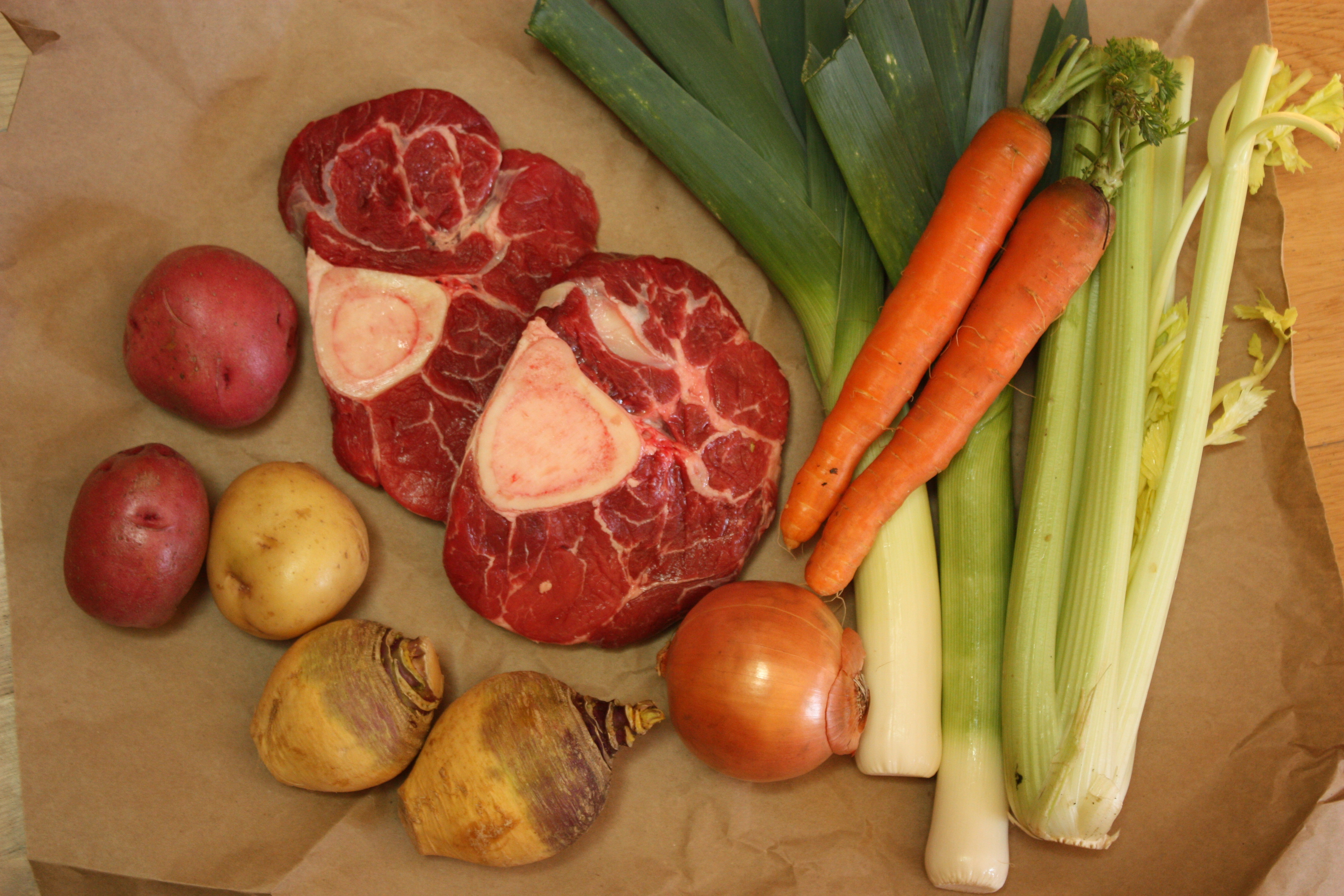
ポトフの材料

牛肉やソーセージなどの肉と、大きく荒く切ったニンジン、タマネギ、セロリなどの野菜類を、じっくり煮込んだ料理である。スープは食塩や香辛料（黒コショウ、ハーブ、クローブなど）で風味を調え、肉や野菜は食べやすい大きさに切ってからマスタードを添え、それぞれ別皿に盛って供する。漉した煮汁はほかの料理のブイヨンとしても用いられる。

## 具材
牛肉は、主にすね肉、もも肉、かた肉が使われ、野菜類はニンジン、タマネギ、キャベツ、カブ、ポロネギなどが使われる。ジャガイモなどデンプン質の多い野菜は煮汁が濁るため、一般に避けられる。
牛肉の代わりに雌鶏肉を使ったものは、プール・オ・ポ (poule au pot) と呼ばれる。

## 各国の料理
各国に類似した料理がある。
- アイントプフ - ドイツ料理。ポトフのドイツ版。
- コードル（コドル） - アイルランド料理[3]。

なお、フランス語版のWikipediaでは、日本版ポトフとして「おでん」が挙げられている。中国には火鍋がある。